# Équipe de France de football en 1949
Chronologie
Saison précédente Saison suivante
Cet article traite de l'année 1949 de l'Équipe de France de football.
- Paul Baron est le nouveau préparateur physique.

- Après la lourde défaite devant l'Espagne, Gabriel Hanot démissionne de son poste d'adjoint au sélectionneur.

- Le 22 août est créé un nouveau Comité de sélection, composé de Gaston Barreau, Paul Nicolas et Jean Rigal.

- Lors de la rencontre contre l'Écosse, 125 631 spectateurs assistèrent à la rencontre. Ce qui est le record d'affluence d'un match de l'équipe de France de football.

- Malgré son élimination, La France est invité à participer à la coupe du monde 1950 à cause des forfaits de plusieurs pays. Le Bureau fédéral français répondra : « Nous sommes au regret de devoir décider à l'unanimité de ne pas participer à la compétition... »[réf. souhaitée]

## Les matchs
| Date             | Stade                                           | Adversaire      | Score | Comp | Buteurs français                                       |
| 23 avril 1949    | Feyenoord Rotterdam, Pays-Bas                   | Pays-Bas        | D 1-4 | A    | Barrate (3e)                                           |
| 27 avril 1949    | Hampden Park Glasgow, Écosse                    | Écosse          | D 0-2 | A    | -                                                      |
| 22 mai 1949      | Stade olympique Yves-du-Manoir Colombes, France | Angleterre      | D 1-3 | A    | Moreel (1re)                                           |
| 4 juin 1949      | Stade olympique Yves-du-Manoir Colombes, France | Suisse          | V 4-2 | A    | Baillot (26e), Grumellon (30e) et Barrate (50e et 84e) |
| 19 juin 1949     | Stade olympique Yves-du-Manoir Colombes, France | Espagne         | D 1-5 | A    | Barrate (64epen)                                       |
| 9 octobre 1949   | Stade JNA Belgrade, Yougoslavie                 | Yougoslavie     | N 1-1 | QCM  | Baillot (55e)                                          |
| 30 octobre 1949  | Stade olympique Yves-du-Manoir Colombes, France | Yougoslavie     | N 1-1 | QCM  | Baillot (8e)                                           |
| 13 novembre 1949 | Stade olympique Yves-du-Manoir Colombes, France | Tchécoslovaquie | V 1-0 | A    | Barrate (8epen)                                        |
| 11 décembre 1949 | Stade Giovanni Berta Florence, Italie           | Yougoslavie     | D 2-3 | QCM  | Walter (13e) & Luciano (83e)                           |

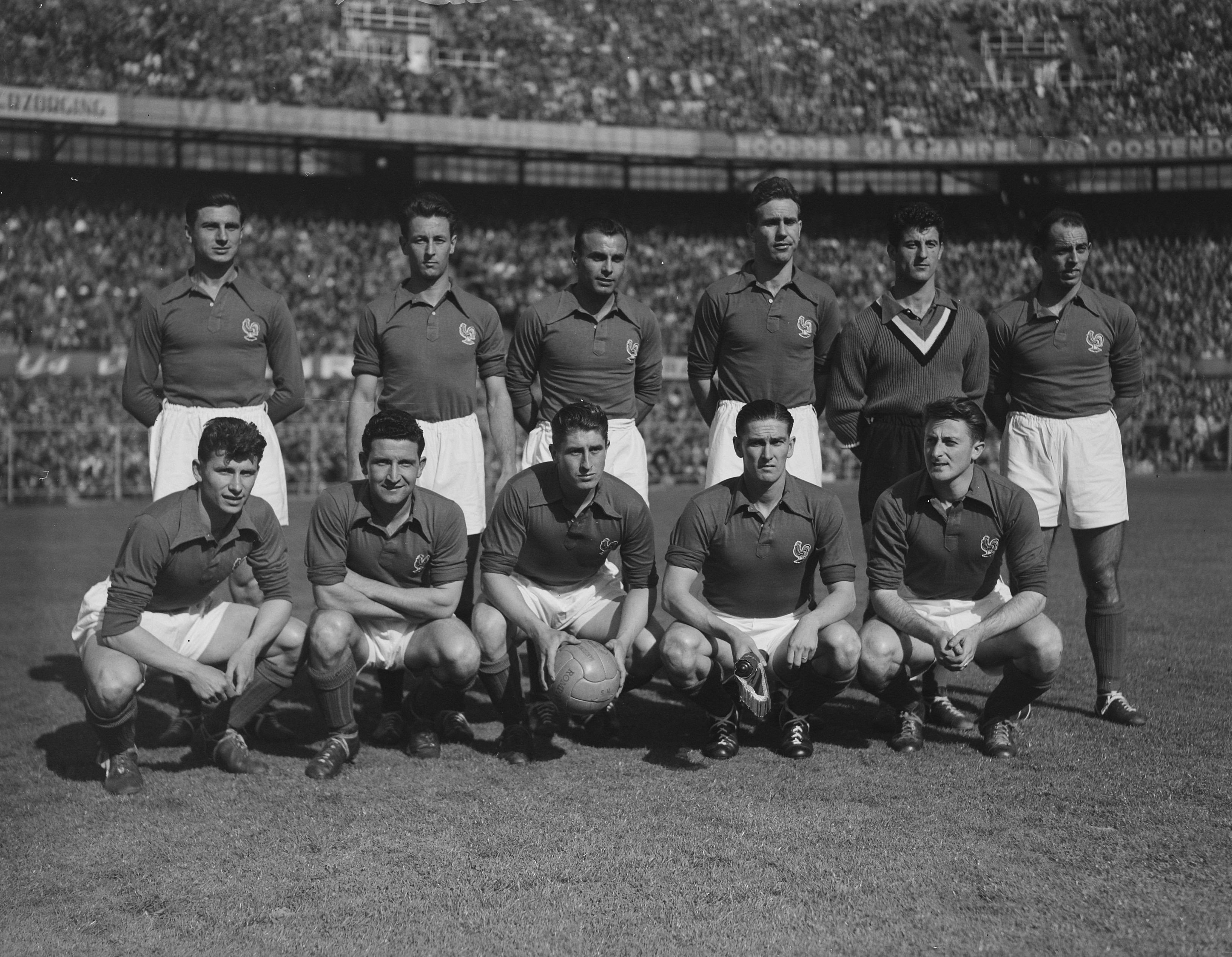
Onze de départ de l'équipe de France, Pays-Bas - France, 23 avril 1949.

A : match amical. QCM : Qualification pour la coupe du monde 1950

## Les joueurs
| Joueurs                                                    |    |    |    |    |    |    |    |    |    |
| Gardiens de but                                            |    |    |    |    |    |    |    |    |    |
| René Vignal (RC Paris) (1re sélection)                     | 90 | 90 | 90 | 90 | 90 |    |    |    |    |
| Abderrahman Ibrir (Toulouse FC) (1re sélection)            |    |    |    |    |    | 90 | 90 | 90 | 90 |
| Défenseurs                                                 |    |    |    |    |    |    |    |    |    |
| Louis Hon (Stade français-Red Star) (dernières sélections) | 90 | 90 | 90 | 90 | 90 | 90 | 90 | 90 | 90 |
| Robert Jonquet (Stade de Reims)                            | 90 | 90 | 90 |    |    |    |    |    |    |
| Marcel Salva (RC Paris)                                    | 90 | 90 | 90 |    |    |    |    |    |    |
| Roger Marche (Stade de Reims)                              | 90 | 90 |    |    |    | 90 | 90 | 90 | 90 |
| Roger Mindonnet (OGC Nice) (uniques sélections)            |    | 90 | 90 | 90 | 90 |    |    |    |    |
| André Grillon (Stade français-Red Star)                    |    |    | 90 | 90 | 90 |    |    |    |    |
| Henri Guérin (Stade rennais) (dernières sélections)        |    |    |    | 90 | 90 |    |    |    |    |
| André Frey (Toulouse FC)                                   |    |    |    |    |    | 90 | 90 |    | 90 |
| Guy Huguet (AS Saint-Étienne) (5e sélection)               |    |    |    |    |    |    |    | 90 |    |
| Milieux                                                    |    |    |    |    |    |    |    |    |    |
| Albert Batteux (Stade de Reims) (dernières sélections)     | 90 | 90 | 90 | 90 | 90 |    |    |    |    |
| Antoine Cuissard (AS Saint-Étienne)                        | 90 | 90 | 90 |    |    |    |    | 90 | 90 |
| Jean Prouff (Stade de Reims) (dernières sélections)        | 90 |    |    |    |    | 90 | 90 |    |    |
| Jean Grégoire (Stade français-Red Star)                    |    |    |    | 90 | 90 |    |    |    |    |
| Roger Vandooren (LOSC) (1re sélection)                     |    |    |    | 90 |    | 90 | 90 |    |    |
| Roger Carré (LOSC) (2d et dernière sélection)              |    |    |    |    |    | 90 |    |    |    |
| Pierre Ranzoni (Stade français-Red Star) (1re sélection)   |    |    |    |    |    | 90 |    |    |    |
| Jean Luciano (OGC Nice) (1re sélection)                    |    |    |    |    |    |    | 90 | 90 | 90 |
| André Strappe (LOSC) (1re sélection)                       |    |    |    |    |    |    | 90 | 90 |    |
| Désiré Carré (OGC Nice) (1re et dernière sélection)        |    |    |    |    |    |    |    | 90 |    |
| Maik Walter (LOSC) (1re sélection)                         |    |    |    |    |    |    |    |    | 90 |
| Attaquants                                                 |    |    |    |    |    |    |    |    |    |
| Roger Gabet (RC Paris) (uniques sélections)                | 90 | 90 | 90 |    |    |    |    |    |    |
| Jean Baratte (Lille OSC)                                   | 90 | 90 |    | 90 | 90 | 90 | 90 | 90 | 90 |
| Pierre Flamion (Stade de Reims)                            | 90 | 90 |    |    |    |    |    |    |    |
| Roger Quenolle (RC Paris) (uniques sélections)             |    |    | 90 |    |    |    |    |    | 90 |
| Georges Moreel (RC Paris) (1re et dernière sélection)      |    |    | 90 |    |    |    |    |    |    |
| Henri Baillot (FC Metz)                                    |    |    |    | 90 | 90 | 90 | 90 | 90 |    |
| Jean Grumellon (Stade rennais UC) (1re sélection)          |    |    |    | 90 | 90 | 90 | 90 |    |    |
| Ernest Vaast (RC Paris) (14e sélection)                    |    |    |    |    | 90 |    |    |    |    |
| Jean Lechantre (LOSC) (dernières sélections)               |    |    |    |    |    |    |    | 90 | 90 |
| Francis Méano (Stade de Reims) (1re sélection)             |    |    |    |    |    |    |    |    | 90 |